# Rhamphomyia cribata
Rhamphomyia cribata är en tvåvingeart som beskrevs av Oldenberg 1927. Rhamphomyia cribata ingår i släktet Rhamphomyia och familjen dansflugor. Inga underarter finns listade i Catalogue of Life.